# Słowacja na zimowych igrzyskach olimpijskich
Słowacja wystartowała we wszystkich zimowych IO od podziału Czechosłowacji i uzyskaniu niepodległości w 1993 roku. Reprezentowana była przez 165 sportowców (120 mężczyzn i 45 kobiet). Najwięcej medali zdobyła w 2010 na igrzyskach olimpijskich w Vancouver.

## Klasyfikacja medalowa
| Igrzyska            | Złoto | Srebro | Brąz | Razem |
| ------------------- | ----- | ------ | ---- | ----- |
| 1994 Lillehammer    | 0     | 0      | 0    | 0     |
| 1998 Nagano         | 0     | 0      | 0    | 0     |
| 2002 Salt Lake City | 0     | 0      | 0    | 0     |
| 2006 Turyn          | 0     | 1      | 0    | 1     |
| 2010 Vancouver      | 1     | 1      | 1    | 3     |
| 2014 Soczi          | 1     | 0      | 0    | 1     |
| 2018 Pjongczang     | 1     | 2      | 0    | 3     |
| 2022 Pekin          | 1     | 0      | 0    | 1     |
| Razem               | 4     | 4      | 1    | 9     |

### Według dyscyplin
| Dyscyplina            | Złoto | Srebro | Brąz | Razem |
| --------------------- | ----- | ------ | ---- | ----- |
| Biathlon              | 3     | 3      | 1    | 7     |
| Narciarstwo alpejskie | 1     | -      | -    | 1     |
| Snowboarding          | -     | 1      | -    | 1     |
| Razem                 | 4     | 4      | 1    | 9     |